# Asediul Ragusei (866–868)
Asedierea Ragusei (actualul oraș Dubrovnik din Croația) de către aghlabizii din Ifriqiya a durat cincisprezece luni, începând din anul 866 și încheindu-se odată cu apropierea unei flote bizantine în 868. Eșecul asediului și reapariția bizantinilor în regiunea Dalmației a reprezentat începutul unei politici occidentale agresive a noului împărat bizantin, Vasile I. Efectele sale imediate au fost restabilirea autorității bizantine în acele teritorii sub forma themei Dalmația și începutul creștinării sârbilor și a altor triburi slave din regiunile vestice ale Balcanilor, dar în câțiva ani a dus la o implicare bizantină sporită în sudul Italiei.

## Context
La începutul domniei împăratului Vasile I Macedoneanul în 867, autoritatea bizantină asupra Siciliei și a sudului Italiei fusese mult diminuată din cauza expansiunii aghlabizilor din Ifriqiya; de asemenea, în zona de vest a Balcanilor triburile slave locale - croații, sârbii, zahumliții, travuniții, kanaliții, diocleiții și narentinii - au refuzat suzeranitatea bizantină și și-au reafirmat independența. Drept urmare, Marea Adriatică a căzut pradă piraților slavi și sarazini, primii operând de pe țărmurile Dalmației, iar cei din urmă de la bazele lor din sudul Italiei (Bari, Taranto și Brindisi).

## Asediu și urmări
Potrivit nepotului lui Vasile I, împăratul din secolul al X-lea Constantin al VII-lea Porfirogenetul, aghlabizii au lansat în 866 o campanie militară majoră împotriva teritoriilor bizantine de pe coastele Dalmației, pornind cu 36 de nave aflate sub comanda lui „Soldan” (Sawdan, emirul aghlabid din Bari), Saba din Tarento și Kalfun Berberul. Flota aghlabidă a jefuit orașele Boutova (Budva), Rhosa (Risan) și Dekatera (Kotor), înainte de a începe să asedieze orașul Ragusa (Dubrovnik). Ragusanii au reușit să reziste asediului aghlabid timp de cincisprezece luni, dar, întrucât puterea lor a scăzut, au trimis reprezentanți la Constantinopol pentru a cere ajutor. Împăratul Vasile a acceptat să îi ajute și a trimis o flotă de 100 de nave, sub comanda experimentatului și priceputului patrician Niketas Ooryphas. Aflând de apropierea flotei bizantine de la câțiva dezertori, sarazinii au abandonat asediul și s-au întors la Bari.
Această expediție a fost primul exemplu al politicii externe hotărâte a împăratului Vasile în regiunile vestice ale imperiului. Neintervenția bizantinilor atunci când teritoriile dalmatice au fost atacate a avut rezultate rapide, întrucât triburile slave au trimis delegați la Constantinopol, recunoscând încă o dată suzeranitatea împăratului. Vasile a trimis comandanți militari, funcționari civili și misionari în regiune, restabilind stăpânirea bizantină asupra orașelor și regiunilor de coastă, incluse în noua themă Dalmația, dar lăsând în același timp un anumit grad de autonomie principatelor tribale slave din interiorul țării sub proprii lor conducători; în această perioadă a început, de asemenea, creștinarea sârbilor și a celorlalte triburi slave.
Pentru a-și asigura stăpânirea asupra teritoriilor dalmatice și controlul asupra Mării Adriatice, Vasile a realizat că trebuie să nimicească bazele sarazine din Italia. În acest scop, în 869, Ooryphas a condus o altă flotă, ce includea și nave din Ragusa care transportau militari slavi, într-un efort comun, cu regele Ludovic al II-lea al Italiei, de capturare a orașului Bari. Deși această încercare a eșuat, orașul Bari a fost capturat doi ani mai târziu de regele Ludovic, iar din anul 876 s-a aflat sub control bizantin, devenind capitala și nucleul unei noi provincii bizantine, thema Longobardia. A început o nouă ofensivă bizantină care s-a întins pe parcursul a peste zece ani și a avut ca efect restaurarea controlului imperial asupra unei mari părți a sudului Italiei până în secolul al XI-lea.